# Bülent
Bülent (variante Bülend) est un prénom masculin turc dérivé du persan بلند (boland), « grand, haut ».

## Personnalités portant ce prénom

### Bülent
- Bülent Arınç (né en 1948), avocat et homme politique turc ;
- Bülent Ecevit (1925-2006), journaliste, poète et homme d'État turc ;
- Bülent Eken (1923-2016), joueur puis entraîneur turc de football ;
- Bülent Ersoy (née en 1952), chanteuse et actrice turc ;
- Bülent İnal (né en 1973) est un acteur turc
- Bülent Keneş (né en 1969), journaliste turc ;
- Bülent Kılıç (né en 1979), photojournaliste et photographe turc ;
- Bülent Korkmaz (né en 1968), joueur puis entraîneur turc de football ;
- Bülent Ortaçgil (né en 1950), chanteur et compositeur turc ;
- Bülent Tanör (1940-2002), professeur de droit constitutionnel turc ;
- Bülent Üçüncü (né en 1974), joueur de football turc ;
- Bülent Ulusoy (né en 1978), boxeur turc ;
- Bülent Uygun (né en 1971), joueur puis entraîneur turc de football.

### Bülend
- Bülend Ulusu (1923-2015), amiral et homme d'État turc.